# ПЛАТ
ПЛАТ (подводная лодка атомная торпедная) — класс атомных подводных лодок, основным вооружением которых является торпедное оружие.
Основная цель торпедных подводных лодок — уничтожение надводных кораблей и подводных лодок противника путём торпедирования. Подводные лодки этого класса имеют наименьшие среди классов атомных подводных лодок размеры. Водоизмещение их как правило не превышает 10 000 т. Основными тактическими характеристиками ПЛАТ, наряду со скрытностью, являются скорость и манёвренность, необходимые для преследования цели.
Другие названия в смежных классах:
- если подводная лодка предназначена для использования ракето-торпедных и ракетных боеприпасов, запускаемых из торпедных аппаратов, но не имеет ракетных шахт, то её обозначают как МПЛАТРК (многоцелевая подводная лодка атомная торпедная с ракетами крылатыми);
- в классификации НАТО обозначениям ПЛАТ и МПЛАТРК соответствует класс SSN (ship submarine nuclear с англ. — «подводный ядерный корабль»). Также используются термины «быстрая атакующая подводная лодка» (англ. fast attack submarine) и «подводная лодка-охотник/убийца» (англ. hunter/killer submarine).

## Типы торпедных и многоцелевых атомных подводных лодок, стоящие на вооружении
По состоянию на 2013 год флоты лишь пяти стран мира имеют на вооружении атомные торпедные подводные лодки — Великобритания, Китай, Россия, США и Франция, все они постоянные члены Совета Безопасности ООН.

### Королевский военно-морской флот Великобритании
- Тип «Трафальгар»
- Тип «Астьют» — в постройке

### Военно-морской флот Народно-освободительной армии Китая
- Тип 091 «Хань»
- Тип 093 «Шань»
- Тип 095[англ.] — в постройке

### Военно-морской флот СССРиВоенно-морской флот Российской Федерации
- Проект 671РТМ(К) «Щука»
- Проект 945 «Барракуда»
- Проект 945А «Кондор»
- Проект 971 «Щука-Б»
- Проект 885 «Ясень» — в постройке

### Военно-морские силы США
- Тип «Лос-Анджелес»
- Тип «Сивулф»
- Тип «Вирджиния» — в постройке

### Военно-морские силы Франции
- Тип «Рюби»
- Тип «Барракуда» — в постройке.